# Sozialistischer Handel

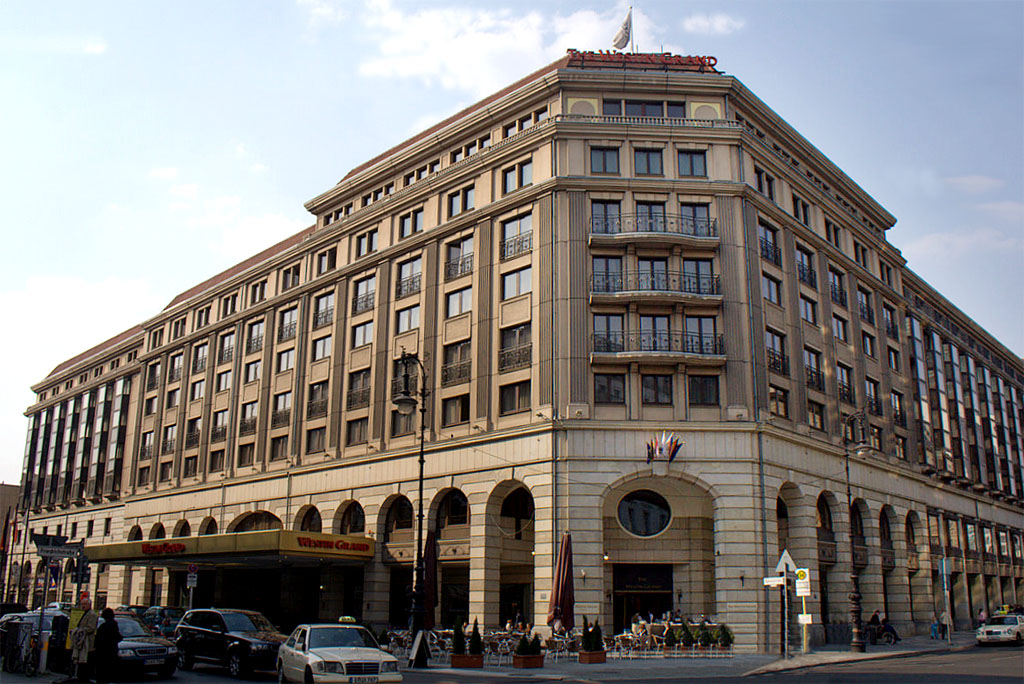
Das Grandhotel Berlin, 1987 als eines der bedeutendsten Interhotels eröffnet

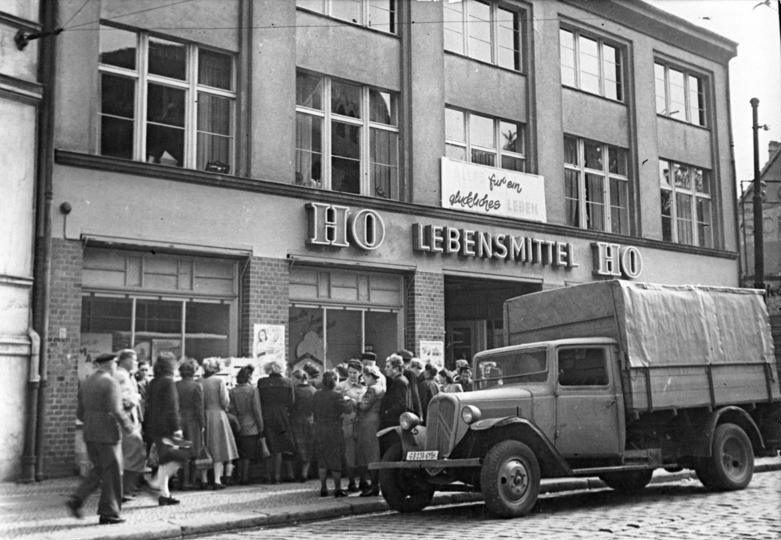
Lebensmittelgeschäft der HO (1950)

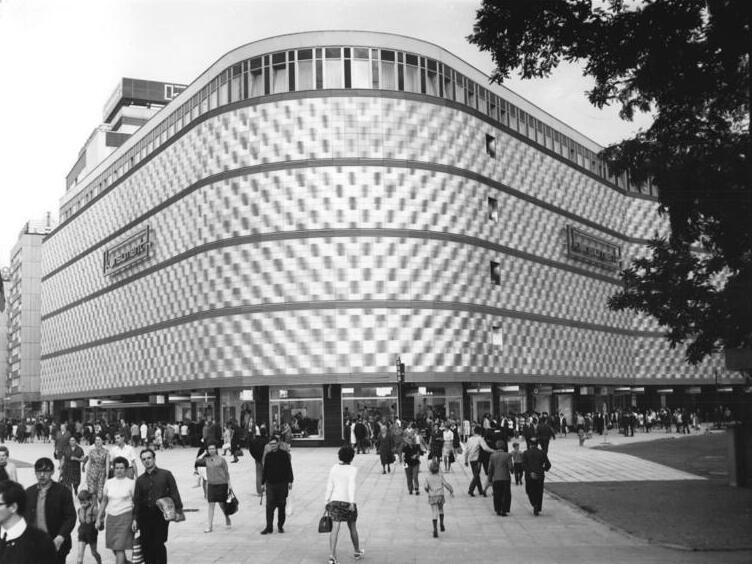
Das ehemalige Konsument-Warenhaus am Brühl in Leipzig

Als sozialistischen Handel bezeichnete man in der DDR den Hauptteil des Wirtschaftssektors Einzelhandel.
Vor der Währungsunion im Juni 1990 hatte er einen Anteil am Gesamtumsatz von 88,6 %. Er verfügte dabei über 70,3 % der Verkaufsstätten und 86,5 % der Verkaufsfläche des ostdeutschen Einzelhandels. Von 1945 bis 1987 nahm sein Anteil beständig zu, dann gab es in den letzten Jahren der DDR eine sanfte Steigerung des Anteils privater Händler.

## Struktur
Der sozialistische Handel wurde in drei Kategorien eingeteilt:
- Volkseigener Handel

Dessen Unternehmen unterstanden der Kontrolle des Ministeriums für Handel und Versorgung. Die Strukturierung erfolgte überwiegend durch die Handelsorganisation HO. Zu ihm gehörten ca. 230 Unternehmen mit ca. 22.000 örtlichen Einheiten. Dazu gehörten ca. 7500 Gaststätten, 16 Centrum Warenhäuser und 24 Hotels inklusive den Interhotels.
- Konsumgenossenschaftlicher Einzelhandel

Unter der Marke Konsum wurden ca. 200 Konsumgenossenschaften mit 30.000 örtlichen Einheiten zusammengefasst. Sie betrieben ca. 6000 Gaststätten, mehrere hundert Fachgeschäfte und 15 Konsument-Warenhäuser. Ein Teil der verkauften Waren wurde in genossenschaftseigenen Produktionsbetrieben (z. B. Großbäckereien und -fleischereien) produziert.
- Sonstiger sozialistischer Handel
  - Volkseigene Kombinate, z. B. Minol und IFA
  - Apotheken
  - Volksbuchhandel
  - Vertrieb von Elektrotechnik
  - Baustoffhandel
  - Verkauf von Gartenbauartikeln/Baumschulen